# The Audrey Hepburn Story
The Audrey Hepburn Story är en amerikansk TV-film från 2000 i regi av Steven Robman. Filmen handlar om skådespelerskan Audrey Hepburns liv och karriär. Huvudrollen som Audrey Hepburn spelas av Jennifer Love Hewitt.